# The Rough Guide to Lucky Dube
A The Rough Guide to Lucky Dube egy 2001-es válogatáslemez Lucky Dube dél-afrikai reggae-zenész dalaiból.

## Számok
1. Reggae Man (5:01)
2. Slave (4:23)
3. Together as One (4:18)
4. Truth in the World (3:54)
5. Prisoner (Live) (5:19)
6. War and Crime (4:39)
7. House of Exile (3:29)
8. Crazy World (3:15)
9. It's Not Easy (5:27)
10. Keep on Knocking (3:55)
11. Victims (4:19)
12. Feel Irie (5:59)
13. We Love It (5:01)
14. Crime and Corruption (5:35)
15. Way It Is (4:10)